# بيرت روث
بيرت روث (بالإنجليزية: Herbert Otto Roth؛ بالألمانية: Herbert Otto Roth) هو مؤرخ وأمين مكتبة نمساوي ونيوزيلندي، ولد في 7 ديسمبر 1917 في فيينا في النمسا، وتوفي في 27 مايو 1994.